# Leden 2015
1. ledna – čtvrtek 
 Ministerstvo obrany České republiky darovalo ukrajinské armádě deset tisíc kusů nevyužívané zimní výstroje.
 Litva se stala 19. členem eurozóny.
 Začala fungovat Euroasijská hospodářská unie (EEU), která propojuje hospodářství Ruska, Běloruska, Kazachstánu a Arménie.
 Zemřel německý sociolog Ulrich Beck.
2. ledna – pátek 
 Prezident Spojených států Barack Obama oznámil zavedení dalších sankcí proti vládním představitelům Severní Koreje. Sankce jsou za kybernetický útok proti společnosti Sony Pictures Entertainment.
 Protesty v Bahrajnu: Bahrajnští policejní těžkooděnci se střetli s opozičními demonstranty požadujícími propuštění vlivného ší'itského duchovního.
 Syrská občanská válka: V Moskvě začaly mírové rozhovory mezi syrskou opozicí a vládou prezidenta Bašára al-Asada.
 Indické ministerstvo obrany uvedlo, že pákistánská rybářská loď převážející trhaviny explodovala v Arabském moři u pobřeží státu Gudžarát, poté co byla zachycena indickou pobřežní stráží.
 Občanská válka v Sýrii: Italské námořnictvo zajistilo další loď s pěti stovkami syrských uprchlíků.
3. ledna – sobota 
 Tisíce lidí v maďarské metropoli Budapešti protestovaly proti vládě Viktora Orbána.
 Neznámí ozbrojenci unesli v libyjském městě Syrta 13 egyptských křesťanů. Únos následuje po dřívějším zavraždění tříčlenné koptské rodiny.
 Turecké úřady povolily výstavbu kostela Syrské pravoslavné církve v Istanbulu. Jde o první kostel vybudovaný v zemi od roku 1923.
 Belgický soud vyhověl žádosti o eutanazii vězně Franka Van Den Bleekena odsouzeného před třiceti lety za opakované sexuální útoky a vraždu.
 Požáry buše poblíž jihoaustralského města Adelaide si vyžádaly evakuaci 40 000 lidí.
4. ledna – neděle 
 Íránská Rada dohlížitelů zamítla jako protiústavní návrh zákona zvyšující pravomoci náboženské policie.
 Válka na východní Ukrajině: Vojenský velitel jedné z milic Luhanské lidové republiky Alexandr Bjednov byl zabit konkurenční separatistickou skupinou.
 Čeští egyptologové objevili v Abúsíru hrobku dosud neznámé manželky faraona Raneferefa, Chentkaus III.
 Mezinárodní jednotky z Nigérie, Čadu a Nigeru uprchly před útokem ozbrojenců z Boko Haram na armádní základnu ve městě Baga v nigerijském státě Borno.
5. ledna – pondělí 
 Libanon zavedl vízovou povinnost pro Syřany prchající před tamější občanskou válkou.
 V německých Drážďanech protestovalo proti „islamizaci Německa“ přes 10 000 přívrženců místního hnutí PEGIDA. Podpůrné i opoziční demonstrace proběhly také v dalších německých městech.
 Dva saúdskoarabští pohraničníci byli zabiti při sebevražedném atentátu na hranici s iráckou provincií Anbár.
 Občanská válka v Libyi: Dva lidé byli zabiti při náletu libyjského letectva na řecký tanker v přístavu Derna. Přístav je od roku 2014 obsazen bojovníky islámského státu.
 Armáda Burundi odrazila vpád povstalecké skupiny ze sousední Demokratické republiky Kongo. Během několikadenních bojů zahynulo přes 110 lidí.
6. ledna – úterý 
 Bulharsko přijme 3 000 syrských uprchlíků z jiných členských zemí Evropské unie.
 Spor o Kašmír: Tisíce lidí uprchly kvůli dělostřelecké palbě na linii kontroly rozdělující indickou a pákistánskou část Kašmíru.
 Sebevražedná atentátnice se odpálila před policejní stanicí v evropské části Istanbulu, přičemž zabila jednoho policistu a dalšího zranila.
 Bývalý guatemalský diktátor Efraín Ríos Montt byl opětovně obviněn z genocidy mayského domorodého obyvatelstva během vlády vojenské junty v letech 1982 až  1983.
 Ve věku 83 let zemřel bývalý hokejista, jedenáctinásobný mistr Československa a mistr Evropy, Vlastimil Bubník.
7. ledna – středa 
 Při teroristickém útoku na pařížskou redakci francouzského satirického týdeníku Charlie Hebdo bylo zastřeleno 12 lidí včetně šéfredaktora Stéphane Charbonniera. Přes 100 000 lidí odsoudilo útok při demonstracích na různých místech Francie.
 Při útoku Al Kajdy na policejní akademii v jemenském hlavním městě San'á bylo zabito přes 30 policejních rekrutů.
 Britsko-nizozemský ropný koncern Royal Dutch Shell zaplatí komunitám v deltě řeky Niger postiženým úniky ropy 1,9 miliardy korun.
8. ledna – čtvrtek 
 České humanitární organizace ADRA, Armáda spásy, Člověk v tísni a katolická charita vyslaly do ukrajinského Slovjansku humanitární konvoj s provizorní střešní krytinou a teplým oblečením.
 Bojovníci skupiny Boko Haram vypálili město Baga a 16 dalších sídel u hranic s Čadem. Podle místních úřadů si poslední útok vyžádal až 2 000 obětí.
 Německý ošetřovatel se přiznal k vraždám 30 pacientů na klinice v Delmenhorstu v letech 2003 až 2005.
 Útočník vyzbrojený automatickou puškou zabil v Montrouge na jihu Paříže neozbrojenou policistku a dalšího člověka vážně zranil. Ve městě Villefranche-sur-Saône vybuchla bomba poblíž mešity a prodejny kebabu.
 Komando americké armády zajalo ve Středoafrické republice Dominika Ongwena zástupce velitele Armády Božího odporu Josepha Konyho.
9. ledna – pátek 
 Radikální wahhábistický duchovní abú Hamza Masrí byl ve Spojených státech odsouzen k doživotnímu odnětí svobody.
 Prezidentské volby na Srí Lance vyhrál Maithripala Sirsena, vyzyvatel současného prezidenta Mahindy Radžapaksy.
 Útočník, který ve čtvrtek zavraždil v Montrouge neozbrojenou policistku, obsadil košer obchod ve Vincennes na západě Paříže a držel několik lidí jako rukojmí. Jedno rukojmí zajali také podezřelí z útoku na redakci časopisu Charlie Hebdo v tiskárně v Dammartin-en-Goële na severu Paříže.
 Ruský premiér Dmitrij Medveděv podepsal zákon zakazující udělení řidičského průkazu transgender lidem, parafilikům, kleptomanům a gamblerům.
10. ledna – sobota 
 Z Kennedyho vesmírného střediska na Floridě úspěšně odstartovala raketa Falcon 9 společnosti SpaceX se zásobami pro Mezinárodní vesmírnou stanici. Pokus o přistání prvního stupně rakety na plošině v Atlantiku nevyšel.
 Z Jávského moře byla vylovena ocasní část letounu Indonesia AirAsia 8501.
11. ledna – neděle 
 Prezidentské volby v Chorvatsku vyhrála kandidátka Chorvatského demokratického společenství Kolinda Grabarová Kitarovićová, která porazila stávajícího prezidenta Iva Josipoviće.
 Až 2 miliony lidí se za přítomnosti světových politiků zúčastnily Pochodu jednoty, kterým uctily oběti útoku na redakci časopisu Charlie Hebdo a přepadení košer obchodu, stejně jako vyjádřily odpor proti terorismu.
12. ledna – pondělí 
 Twitterový a YouTubový účet Amerického centrálního velení byl napaden hackery šířícími propagandu Islámského státu.
 Jihokorejská prezidentka Pak Kun-hje souhlasila s uspořádáním summitu se severokorejským vůdcem Kim Čong-unem.
 Povstalci ze skupiny Boko Haram napadli kamerunskou vojenskou základnu ve městě Kolofata.
 Interpol vydal zatykač na bývalého ukrajinského prezidenta Viktora Janukovyče.
13. ledna – úterý 
 V Irsku nastala na tamní poměry „krutá“ zima. Na západě Irska napadlo 4 až 8 cm sněhu. Teploty jsou okolo 0 °C. K tomu je silný vítr až 130 km/h. V zasažených oblastech jsou problémy v silniční dopravě a na některých místech nastaly i výpadky elektřiny.
 V Mexiku začal soud s manželkou starosty města Iguala obviněné z podílu na vraždě 43 studentů pedagogiky, jejich příbuzní a sympatizující demonstranti zaútočili na igualská kasárna a požadovali možnost je prohledat.
 Polsko zahájilo repatriace ukrajinských Poláků z Doněcké a Luhanské oblasti.
 Válka na východní Ukrajině: Dělostřelecký granát zasáhl linkový autobus u města Volnovacha v Doněcké oblasti. Deset lidí bylo zabito.
 Čína oznámila vyslání 232 zdravotníků z lidově osvobozenecké armády do Sierry Leone a Libérie s cílem pomoci potlačit probíhající epidemii krvácivé horečky Ebola.[nedostupný zdroj]
 Potápěči nalezli hlasový záznamník z pilotní kabiny letu Indonesia AirAsia 8501, který se před dvěma týdny zřítil do Jávského moře.
14. ledna – středa 
 Prezident Itálie Giorgio Napolitano rezignoval ze zdravotních důvodů na svou funkci.
 Americká část posádky Mezinárodní vesmírné stanice byla evakuována do ruských ubikací poté, co systém detekoval únik čpavku. Přesná příčina poplachu se vyšetřuje a posádka není v bezprostředním ohrožení.
 Vláda České republiky rozhodla o přesídlení 70 syrských uprchlíků z táborů v Jordánsku. Uvolnila také 66 milionů korun na přesídlení Čechů ze zahraničí, zejména Ukrajiny.
15. ledna – čtvrtek 
 Dva lidé byli zabiti při protiteroristickém zátahu v belgickém městě Verviers.
 Dva američtí volnolezci jako první po třítýdenních výzkumech zdolali 914 metrů vysokou skalní stěnu El Capitan (na obrázku) v Yosemitském národním parku.
 Švýcarská národní banka zrušila limit pro kurz švýcarského franku vůči euru. Ten následně skokově posílil o 30 %.
 Okresní úřad Jižního Oxfordshiru, budova pohřebního ústavu v Crowmarsh Giffordu a dům sousední obci byly podle policejního podezření vypáleny. Trosky osobního vozu byly nalezeny ve vstupní hale úřadu.[nedostupný zdroj]
16. ledna – pátek 
 Tým Karlových Varů nepřicestoval na zítřejší a nedělní utkání s Juností Minsk v MHL.
 Saúdskoarabské úřady odložily ze zdravotních důvodů bičování liberálního blogera Raífa Badávího odsouzeného za urážku islámu k 1 000 ranám bičem a 10 letům odnětí svobody.
 Kolem 2 000 lidí uprchlo před obnovenou ofenzivou barmské armády v Kačjinském státě na severu země.
 Mars Reconnaissance Orbiter objevil na povrchu Marsu britskou sondu Beagle 2 ztracenou od roku 2003.
 Kolem 2 000 demonstrantů protestovalo před ruskou vojenskou základnou ve městě Gjumri. Demonstranti požadují vydání ruského vojáka podezřelého z vyvraždění šestičlenné arménské rodiny.
 Spojené státy americké po padesáti letech zmírnily hospodářské embargo proti Kubě.
17. ledna – sobota 
 Při nepokojích kvůli karikaturám proroka Mohameda zveřejněných v novém čísle časopisu Charlie Hebdo byli v Niamey, hlavním městě Nigeru, zabiti nejméně čtyři lidé. Vypáleno bylo několik kostelů a francouzské kulturní centrum.
 Čad vyslal vojenské jednotky do sousedního Kamerunu s cílem pomoci mu v boji proti islamistickému hnutí Boko Haram.
18. ledna – neděle 
 Válka na východní Ukrajině: Ukrajinská armáda znovu obsadila trosky terminálu Doněckého mezinárodního letiště. Samotný Doněck zasáhla silná dělostřelecká palba.
 Společnost Foxconn bezplatně převedla Pardubický Zámeček na Československou obec legionářskou.
 Islámský stát propustil dvě stovky starších jazídských zajatců.
 Šest milionů lidí se v Manile účastnilo mše sloužené papežem Františkem během jeho návštěvy Filipín.
19. ledna – pondělí 
 Argentinský federální státní zástupce Albert Nisman byl nalezen zastřelen ve svém bytě, poté co obvinil administrativu prezidentky Cristiny Fernándezové-Kirchnerové z krytí pachatelů bombového útoku na židovské centrum v Buenos Aires v roce 1994.
 Vojenská intervence proti Islámskému státu: Generál kanadských speciálních sil potvrdil krátkou přestřelku s bojovníky Islámského státu na území Iráku.
 Izraelské vojenské letectvo zabilo při náletu v syrské části Golanských výšin Mohammada Alího Alláhdadího, generála Íránských revolučních gard, pět dalších íránských vojáků a pět členů Hizballáhu.
 Sta tisíce lidí protestovaly v čečenské metropoli Groznyj proti karikaturám Proroka Mohameda ve francouzském satirickém týdeníku Charlie Hebdo.
 Ší'tští povstalci obsadili budovu televize a obklíčili sídlo premiéra v hlavním městě Jemenu, San'á.
 Epidemie eboly v západní Africe: V Mali skončila epidemie krvácivé horečky ebola. V sousední Guineji byly po šesti měsících znovu otevřeny školy.
20. ledna – úterý 
 Francouzská policie zadržela pět občanů Čečenska a zajistila výbušniny.
 Skupina ruských umělců v den Slavnosti Zjevení Páně polila Leninovo mauzoleum na Rudém náměstí svěcenou vodou.
 Ší'tští povstalci obsadili prezidentský palác v jemenské metropoli San'á.
 Australská ostraha internačního tábora na Papui Nové Guineji ukončila násilné protesty žadatelů o azyl proti podmínkám v táboře. Hladovka nadále pokračuje. Media nemají k zařízení přístup.
21. ledna – středa 
 Rusko a Írán podepsaly dohodu o vzájemné vojenské spolupráci.
 Nejméně 15 lidí zemřelo v Demokratické republice Kongo při protestech proti prodloužení mandátu prezidenta Josepha Kabily.
 Palestinský útočník pobodal 11 lidí v autobusu v Tel Avivu.
 Český premiér Bohuslav Sobotka předvolal kvůli kauze rodiny Michalákových norskou velvyslankyni.
 Nejvyšší malajsijský soud zamítl stížnost křesťanů, reprezentovaným katolickou církví, proti zákazu požívaní slova „Alláh“, jako označení pro jimi uctívaného Boha.
22. ledna – čtvrtek 
 Evropská centrální banka zahájila navyšovaní peněžní zásoby a nákup státních dluhopisů v členských zemí Eurozóny.
 Jemenský prezident Mansúr Hádí rezignoval na svou funkci. Parlament jeho rezignaci zamítl.
 Válka na východní Ukrajině: Povstalci vytlačili ukrajinskou armádu z trosek hlavního terminálu Doněckého mezinárodního letiště.
23. ledna – pátek 
 Ve věku 90 let zemřel Abd Alláh bin Abd al-Azíz, král Saúdské Arábie. Vlády se ujal bratr zesnulého krále Salmán bin Abd al-Azíz.
24. ledna – sobota 
 Válka na východní Ukrajině: Při ostřelování proruskými separatisty přístavní město Mariupol držené ukrajinskou armádou zemřelo deset lidí.
 Spojené státy zastavily bombardování pozic Al-Káidy v Jemenu, poté co byl Spojenými státy podporovaný režim svržen Hútíy podporovanými Íránem.
 Vojenská intervence proti Islámskému státu: Kurdská Pešmerga odpálila 20 raket z BM-21 Grad na centrum Mosulu drženého silami Islámského státu.
25. ledna – neděle 
 Předčasné parlamentní volby v Řecku vyhrála socialistická koalice Syriza s 36,3 % hlasů následovaná bývalou vládní stranou Nová demokracie s 27,8 %  hlasů. Vládní koalici zformuje Syriza se stranou Nezávislí Řekové (4,8 % hlasů).
 Novým prezidentem Zambie byl zvolen Edgar Lungu.
 Povstalci ze skupiny Boko Haram zahájili útok na Maiduguri, hlavní město nigerijského státu Borno.
 Čeští ženisté předali v Bangui, hlavním městě Středoafrické republiky, provizorní most ze státních hmotných rezerv.
 Při protestech během výročí egyptské revoluce zemřelo nejméně 10 lidí.
26. ledna – pondělí 
 Ukrajinský premiér Arsenij Jaceňuk vyhlásil na celém území země režim zvýšené pohotovosti jako reakci na mimořádné události. V Doněcké a Luhanské oblasti vyhlásil civilní výjimečný stav.
 Krátce po startu se zřítila řecká stíhačka F-16 a narazila do hangáru na španělské letecké základně poblíž města Albacete. Deset lidí bylo zabito.
 Silný nor'easter způsobil orkán a blizard na západním pobřeží USA. Stovky leteckých spojení byly preventivně zrušeny.
 Bitva o Kobani: Kurdští bojovníci dobyli většinu města Kobani.
 V katedrále v Yorku byla uvedena do úřadu historicky první biskupka anglikánské církve v Anglii Libby Laneová.
27. ledna – úterý 
 Válka na východní Ukrajině: Mezinárodní červený kříž a Lékaři bez hranic kritizují zákaz volného pohybu civilistů mezi povstaleckými územím a zbytkem Ukrajiny. Zároveň varují před hrozící zdravotnickou krizí, způsobenou nepovolením dovozu léků na povstalecká území.
28. ledna – středa 
 Parlamentní shromáždění Rady Evropy potvrdilo dočasné odebrání hlasovacích práv delegaci Ruské federace.
 Při útoku libanonského hnutí Hizballáh byli zabiti dva izraelští vojáci. Při izraelské odpovědi byl na libanonském území zabit španělský příslušník mise UNIFIL.
 Přes 300 lidí demonstrovalo v Horním Jiřetíně na Mostecku proti návrhům ministra průmyslu Jana Mládka (ČSSD) na prolomení územních limitů těžby uhlí, které by mohlo vést ke zbourání města nebo jeho části.
29. ledna – čtvrtek 
 Při výbuchu plynové cisterny před porodnicí v Ciudad de México byli zabiti tři lidé a přes padesát lidí bylo zraněno. Část budovy byla výbuchem stržena.
 Více než 600 horníků demonstrovalo před Ministerstvem průmyslu a obchodu za úplné prolomení těžebních limitů.
 Zemřel americký fyzik a nositel Nobelovy ceny za fyziku Charles Hard Townes, vynálezce maseru a spolutvůrce laseru.
 Kubánský prezident Raúl Castro požaduje vyklizení americké základny v zátoce Guantanámo a úplné zrušení obchodního embarga před plným obnovením diplomatických vztahů s USA.
30. ledna – pátek 
 Kolem dvou milionů historických dokumentů shořelo při požáru Ústavu vědeckých informací pro společenské vědy Ruské akademie věd v Moskvě.
 Vysoce sledovaný perskojazyčný satelitní kanál Manoto 1 odvysílal jako první íránská televize dokument o židovském holokaustu.
 Filipíny vyhlásily státní smutek za 44 příslušníků policejního komanda zabitých při střetu s muslimskými rebely v provincii Bangsamoro na ostrově Mindanao.
 Portugalská vláda schválila pravidla naturalizace potomků sefardských Židů vyhnaných z Pyrenejského poloostrova na konci 15. století.
 Ženskou čtyřhru Australian Open 2015 vyhrál česko-americký pár Lucie Šafářová a Bethanie Matteková-Sandsová po finálovém vítězství nad Asiatkami Čan Jung-žan a Čeng Ťie.
31. ledna – sobota 
 Ve věku 94 let zemřel Richard von Weizsäcker, západoněmecký prezident a první prezident sjednoceného Německa po roce 1989.
 Novým italským prezidentem byl zvolen Sergio Mattarella.
 Prezident Zimbabwe Robert Mugabe byl zvolen předsedou Africká unie.